# إطلاق نار بيتسبرغ 2022
إطلاق نار بيتسبرغ 2022 في 17 أبريل 2022 قُتل مراهقان وأصيب 14 شخصًا في إطلاق نار جماعي في حفلة منزلية في بيتسبرغ، بنسلفانيا.

## إطلاق النار
كان حفل يقام في استئجار شقة من إير بي إن بي في حي شرق أليغني، في انتهاك لسياسة إير بي إن بي التي تحظر الحفلات. حضر الحفل حوالي 200 شخص معظمهم من القصر.
حوالي الساعة 12:30 ظهرًا انتهى الحفل بنحو 50 طلقة من الرصاص، أصاب 8 أشخاص. حاول رواد الحفلات الهروب من مكان الحادث حيث قاموا بتحطيم الأشياء والقفز من النوافذ أثناء العملية. أصيب العديد من الأشخاص بجروح عرضية أثناء محاولتهم الفرار. قال شاهد أخفى ثلاث فتيات في سيارته إنه سمع أصواتًا عالية اعتقد في البداية أنها ألعاب نارية، لكنه أدرك بعد ذلك أنها طلقات نارية بعد رؤية أشخاص يفرون من مكان الحادث.
تم استخدام عدة بنادق في إطلاق النار، مما دفع الشرطة للاشتباه في أن أكثر من مسلح مسؤول. لكن شوت سبوتر قدر أن عدد الطلقات كان حوالي 90، وأصر العديد من الشهود على أن العدد كان أعلى.
توفي مراهقان يبلغان من العمر 17 عامًا متأثرين بجراحهما في وقت لاحق في المستشفى. تم حظر مضيف الشقة مدى الحياة من إير بي إن بي، والتي لا تسمح بالحفلات ولا تسمح للأشخاص الذين تقل أعمارهم عن 18 عامًا بامتلاك حسابات.